# Gringalet
 Gringalet  es una película en blanco y negro de Argentina dirigida por Rubén W. Cavallotti sobre el guion de Rodolfo Manuel Taboada sobre la obra teatral de Paul Vandenberghe que se estrenó el 19 de julio de 1959 y tuvo como protagonistas a Walter Vidarte, Graciela Borges, Raúl Rossi y Beatriz Taibo. Basado en un clásico teatral del que hay otra versión fílmica dirigida en 1946 en Francia por André Berthomieu, sirvió para revelar a los uruguayos Cavallotti y Vidarte.

## Sinopsis
Un joven pintor del barrio de La Boca descubre que su padre es millonario, va a vivir con él, cambia de vida y vuelve a su barrio.

## Reparto
Participaron del filme los siguientes intérpretes:
- Walter Vidarte
- Graciela Borges
- Raúl Rossi
- Beatriz Taibo
- Juan Carlos Barbieri
- Maruja Gil Quesada
- Víctor Martucci
- Alberto Olmedo
- Paride Grandi
- Rodolfo Crespi
- Juan Buryúa Rey
- Conjunto Armony Club
- Alberto Quiles
- Carmen Giménez
- Rafael Diserio
- Norberto Sánchez Calleja
- Amalia Britos
- Yamandú Paulo
- Omar Tovar
- Dora Norby

## Comentarios
Clarín al hablar del filme señaló:

”Rubén Cavallotti pisa firme como narrador.”

La Razón por su parte opinó:

”Narración sin mayores aspiraciones. Trasplanta a la pantalla trozos de la realidad, pero mucho de lo que se ve no es nuevo en nuestro cine.”